# Großblättriges Kaukasusvergissmeinnicht
Das Großblättrige Kaukasusvergissmeinnicht (Brunnera macrophylla) ist eine Pflanzenart aus der artenarmen Gattung Kaukasusvergissmeinnicht (Brunnera) in der Familie der Raublattgewächse (Boraginaceae). Sie kommt im Kaukasus vor. Der Gattungsname Brunnera ehrt den Schweizer Militärarzt und Naturforscher Samuel Brunner (1790–1844).

## Beschreibung

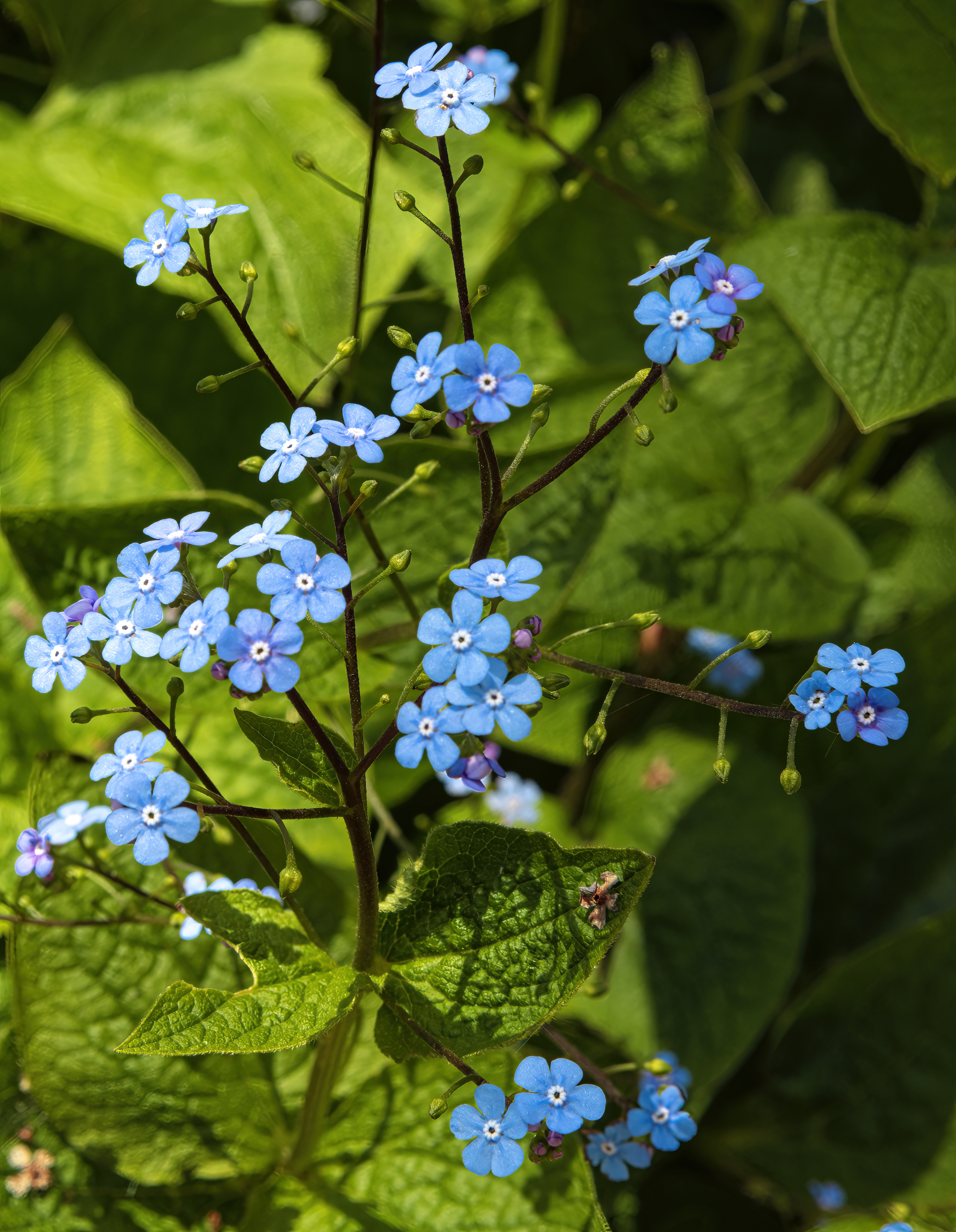
Blütenstand

### Vegetative Merkmale
Das Großblättrige Kaukasusvergissmeinnicht ist eine ausdauernde krautige Pflanze, die Wuchshöhen von 20 bis meist 40 bis 50 Zentimeter erreicht. Sie bildet ein kurzes Rhizom als Überdauerungsorgan. Die grundständigen Laubblätter sind 20 bis 25 Zentimeter lang gestielt. Ihre einfache, dunkel-grüne Blattspreite ist bei einer Länge von 20 bis 30 Zentimeter eiförmig-herzförmig oder dreieckig-nierenförmig.

### Generative Merkmale
Die Blütezeit liegt je nach Standort zwischen April und Juni; sie dauert drei bis vier Wochen. Das Großblättrige Kaukasusvergissmeinnicht bildet einen kurzen, verzweigten Blütenstand mit vielen Blüten. Die zwittrige Blüte ist radiärsymmetrisch und fünfzählig mit doppelter Blütenhülle. Der Kelch ist zur Blütezeit einen Millimeter lang. Die blau gefärbte Krone ist bei einem Durchmesser von drei bis sieben Millimeter radförmig und ähnelt der eines Vergissmeinnichts. Die Kronröhre ist einen Millimeter lang.

### Chromosomenzahl
Die Chromosomenzahl beträgt 2n = 12.

## Vorkommen
Das Großblättrige Kaukasusvergissmeinnicht hat seine Heimat im Kaukasus von Georgien und in der Türkei in Eichenwäldern, Fichtenwäldern und Berghängen in Höhenlagen von 500 bis 2000 Metern. In Deutschland ist sie zuweilen verwildert aufzufinden; in Alpenregionen Österreichs gilt sie als eingebürgert.

## Nutzung
Das Großblättrige Kaukasusvergissmeinnicht wird verbreitet als Zierpflanze in Staudenbeeten und Rabatten genutzt. Die Art ist seit spätestens 1825 in Kultur. Es gibt etliche Sorten, etwa ‚Hadspen Cream‘ und ‚Dawson’s White‘ mit cremefarbenem resp. breit cremeweißen Blattrand, ‚Langtrees‘ mit silberfleckigen Blättern und die vollständig silberlaubige ‚Jack Frost‘ mit grünen Blattadern oder die weissblühende Sorte ‚Betty Bowring‘.

## Belege
- Eckehart J. Jäger, Friedrich Ebel, Peter Hanelt, Gerd K. Müller (Hrsg.): Rothmaler Exkursionsflora von Deutschland. Band 5: Krautige Zier- und Nutzpflanzen. Spektrum Akademischer Verlag, Berlin Heidelberg 2008, ISBN 978-3-8274-0918-8.
- Kurzbeschreibung bei Ornamental Plants From Russia And Adjacent States Of The Former Soviet Union.